# Combe (Oxfordshire)
Pour les articles homonymes, voir Combe (homonymie).
Combe est un village de 768 habitants dans l'Oxfordshire en Angleterre.